# Römisch-katholische Kirche im Senegal

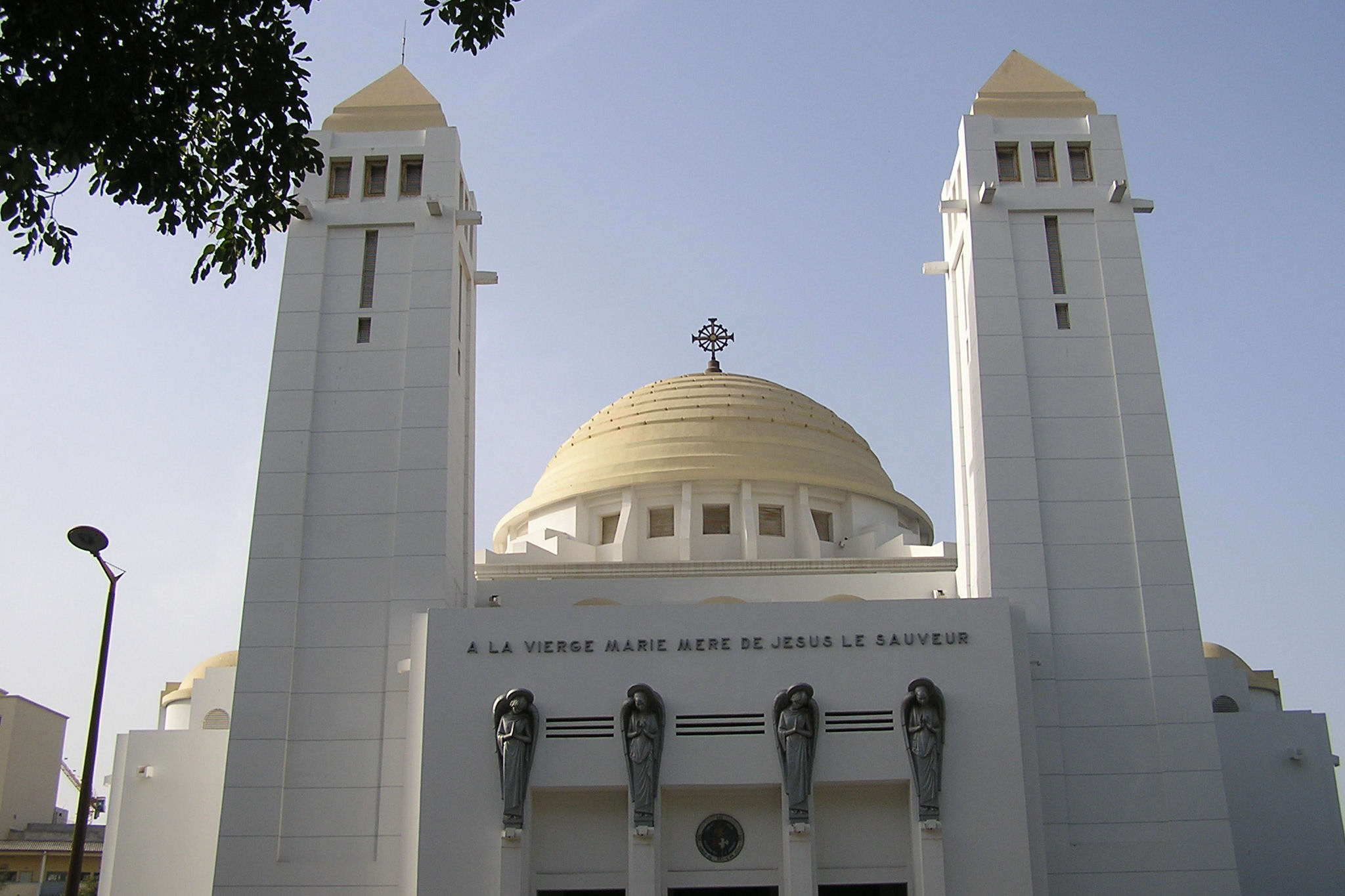
Kathedralkirche von Dakar

Die römisch-katholische Kirche in Senegal ist Teil der weltweiten römisch-katholischen Kirche.

## Geschichte
Bereits 1482 errichteten Portugiesen auf Gorée, einer Insel vor der Küste Senegals, eine Kapelle. 1763 wurde durch Papst Clemens XIII. die Apostolische Präfektur Senegal errichtet. 1857 wurde das Priesterseminar von Sébikotane (Grand séminaire François Libermann) gegründet.
1992 erfolgte durch Papst Johannes Paul II. ein Besuch in Dakar.

## Aktivitäten
Die katholische Kirche betreibt in Senegal 38 Kollegien für mittlere und höhere Schulbildung, sowie 6 Ausbildungsstätten für technische und andere Berufe. 54.000 Schüler und Schülerinnen werden dort ausgebildet, das entspricht circa 10 % des Landes.
Seit Jahren engagiert sich die katholische Kirche im christlich-islamischen Dialog. Eine Staatsreligion gibt es nicht. Über 90 Prozent der Bevölkerung bekennen sich zum Islam.
Die katholische Kirche ist Träger der Niederlassungen der Université Catholique de l’Afrique de l’Ouest (UCAO) in Dakar und Ziguinchor.

## Organisation
- Erzbistum Dakar
  - Bistum Kaolack
  - Bistum Kolda
  - Bistum Saint-Louis
  - Bistum Tambacounda
  - Bistum Thiès
  - Bistum Ziguinchor

Den Heiligen Stuhl vertritt im Senegal ein Apostolischer Nuntius, Seit September 2022 ist dies Erzbischof Waldemar Stanisław Sommertag.
Vorsitzender der Bischofskonferenz von Senegal, Guinea-Bissau, Kap Verde und Mauretanien ist Bischof Jean-Noël Diouf, Bischof von Tambacounda.